# Русско-Высоцкое
Ру́сско-Высо́цкое — село в Ломоносовском районе Ленинградской области, административный центр Русско-Высоцкого сельского поселения (часть бывшей Русско-Высоцкой волости).

## История
Впервые упоминается в «Переписной окладной книге Водской пятины» 1500 года как деревня «Высокое на Дудорове».
Затем в «Дозорных книгах Водской пятины» (1611—1617) как сельцо «высокое».
В переписи Дудергофского погоста за 1639 год — как деревня швед. Huisåcka Bÿ.
В 1696 году в переписи Дудергофского погоста Ингерманландии — как деревня швед. Wuisocka.
В 1770-е годы село принадлежало графу Г. Г. Орлову. В это время здесь была построена для крестьян каменная церковь св. Николая Чудотворца. Богослужения в ней начались в 1778 году. До 1770 года Высоцкое относилось к Красносельскому приходу.
Во времена правления Павла I, село было подарено полковнику Фёдору фон Шацу, который в 1836 году пристроил к церкви Святого Николая Чудотворца придел Святого Дмитрия Ростовского.
На карте Санкт-Петербургской губернии Я. Ф. Шмидта 1770 года обозначены две соседние деревни под названием Высоцкая.
Деревня являлась вотчиной великого князя Константина Павловича, из которой в 1806—1807 годах были выставлены ратники Императорского батальона милиции.
На «Топографической карте окрестностей Санкт-Петербурга» Военно-топографического депо Главного штаба 1817 года упомянуто «Село Высоцкое» из 70 и рядом деревня «Высоцкая (Чухонская)» из 18 дворов.
Деревни Высоцкое из 98 и Высоцкое Чухонское из 20 дворов, обозначены на «Топографической карте окрестностей Санкт-Петербурга» Ф. Ф. Шуберта 1831 года.

ВЫСОЦКОЕ — село принадлежит полковнику Шацу, в оном церковь каменная во имя Святого Николая Чудотворца, число жителей по ревизии: 294 м. п., 256 ж. п.

ЧУХОНСКОЕ ВЫСОТСКОЕ — деревня принадлежит государю великому князю Константину Николаевичу, число жителей по ревизии: 46 м. п., 47 ж. п. (1838 год)

В 1841 году наследник Фёдора фон Шаца продал имение помещице Фёкле Крестовской.
В пояснительном тексте к этнографической карте Санкт-Петербургской губернии П. И. Кёппена 1849 года записана деревня Wuisakka (Чухонское Высоцкое), а также указано количество её жителей на 1848 год: эвремейсов — 41 м. п., 51 ж. п., всего 92 человека.
Согласно 9-й ревизии 1850 года село Высоцкое принадлежало жене статского советника Фёкле Анкудиновне Крестовской.

ВЫСОТСКОЕ — село госпожи Крестовской, вблизи почтового тракта, число дворов — 86, число душ — 277 м. п. (1856 год)

Финское население проживало, в основном, на хуторах, окружавших село.

ВЫСОТСКОЕ ЧУХОНСКОЕ — деревня Красносельской удельной конторы Шунгоровского приказа, по просёлочной дороге, число дворов — 16, число душ — 37 м. п. (1856 год)

В 1860 году село Высоцкое насчитывало 100 дворов, магазин, харчевню, две кузницы, ригу и постоялый двор. Высоцкое-Чухонское насчитывало 18 дворов.

ВЫСОЦКОЕ РУССКОЕ — село владельческое при колодцах, по правую сторону дороги из С.Петербурга через Красное Село в Кипень, в 30 верстах от Петергофа, число дворов — 68, число жителей: 295 м. п., 291 ж. п.; Церковь православная. Волостное училище.

ВЫСОЦКОЕ ЧУХОНСКОЕ — деревня Павловского городского правления при колодце, по левую сторону шоссе из Красного Села в Ропшу, в 21 версте от Петергофа, число дворов — 18, число жителей: 36 м. п., 50 ж. п. (1862 год)

В 1863 году, после смерти Фёклы Крестовской, село перешло по наследству её родственнику — помещику С. Д. Вальватьеву. По завещанию помещицы при церкви был выстроен второй придел, названый в честь равноапостольной Фёклы.
На карте 1866 года отмечен хутор Высоцко-Чухонский. Последний же финский хутор был уничтожен во время Великой Отечественной войны.
В 1869 году в Русско-Высоцком была основана школа.
В 1876—1888 годах временнообязанные крестьяне деревни выкупили свои земельные наделы у С. В. Вальватьева и стали собственниками земли.
Позднее владельцем села стал сын С. Д. Вальватьева — Н. С. Вальватьев, который увлекался садоводством. При нём в селе были сад и оранжерея, где росли кокосовые пальмы, виноград, цитрусовые и другие субтропические растения. В парниках был выведен сорт капусты «Вальватьевский».

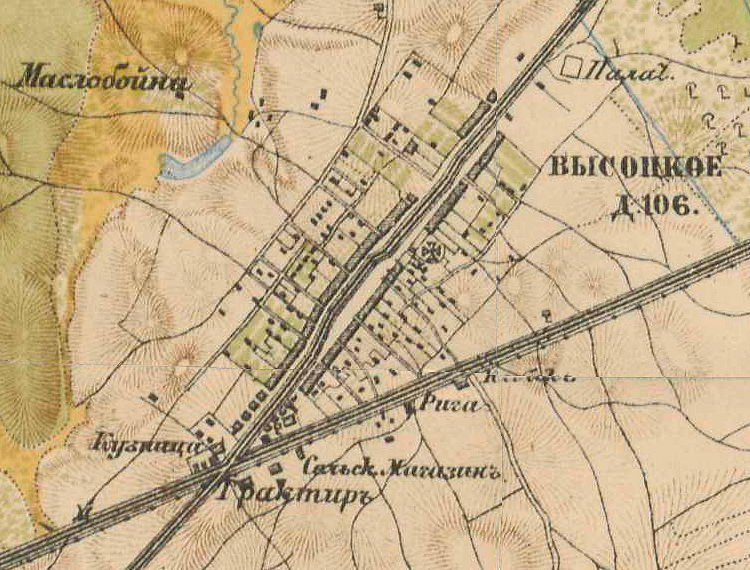
План села Высоцкое. 1885 год
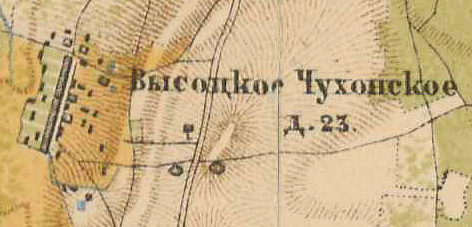
План деревни Чухонское Высоцкое. 1885 год

В 1885 году, согласно карте окрестностей Петербурга, село Высоцкое насчитывало 106 дворов, деревня Чухонское Высоцкое — 23. Сборник же Центрального статистического комитета описывал село так:

ВЫСОЦКОЕ — село бывшее владельческое, дворов — 113, жителей — 512; церковь православная, 2 школы, 2 лавки, 2 постоялых двора. (1885 год)

Согласно материалам по статистике народного хозяйства Петергофского уезда 1887 года мыза Высоцкое площадью 552 десятин принадлежала коллежскому советнику С. Д. Вальватьеву, она была приобретена до 1868 года. В мызе был фруктовый сад и пасека на 30 ульев.
Согласно данным первой переписи населения Российской империи:

ВЫСОЦКОЕ — село, православных — 873, мужчин — 413, женщин — 469, обоего пола — 882. (1897 год)

К 1899 году в приходе церкви Николая Чудотворца состояли село Русско-Высоцкое, деревни Капорская и Ускул (234 двора, 609 мужчин, 660 женщин). На территории села находилось земское училище, в котором учились 36 учеников.
В конце XIX — начале XX века село административно относилась к Витинской волости 1-го стана Петергофского уезда Санкт-Петербургской губернии.
По данным «Памятной книжки Санкт-Петербургской губернии» за 1905 год мыза Высоцкая принадлежала надворному советнику Николаю Степановичу Вальватьеву. После Октябрьской революции Н. С. Вальватьев уехал за границу, оставив земли и усадьбу крестьянской коммуне.
К 1913 году количество дворов в обоих Высоцких не изменилось.
В 1919 году Красное Село и находящееся южнее Русско-Высоцкое дважды оказывалось на направлении главного удара Северо-Западной армии Юденича, наступавшей на Петроград. После окончания гражданской войны, в селе был организован колхоз «Завет Ильича».
Согласно данным переписи населения СССР 1926 года в селе Высоцкое Русско-Высоцкого сельсовета Ропшинской волости Троцкого уезда проживали 989 человек — большинство русские, а также финны, немцы и поляки; в деревне Финское-Высоцкое Чухонско-Высоцкого сельсовета проживал 161 человек — все финны, кроме двоих русских. В 1926 году в смежном Чухонском Высоцком (Финском Высоцком) был организован Чухонско-Высоцкий финский национальный сельсовет (в августе 1927 года переименован в  Финско-Высоцкий), население которого составляли: финны — 1605, русские — 475, другие нац. меньшинства — 4 человека.
В августе 1927 года был образован Урицкий район Ленинградской области, в состав которого вошёл Русско-Высоцкий сельсовет Ропшинской волости Гатчинского уезда.
В 1928 году население села Русско-Высоцкое составляло 991 человек.
19 августа 1930 года по постановлению президиума Леноблисполкома Урицкий район был ликвидирован и Русско-Высоцкий сельсовет вошёл в состав вновь образованного Ленинградского Пригородного района.

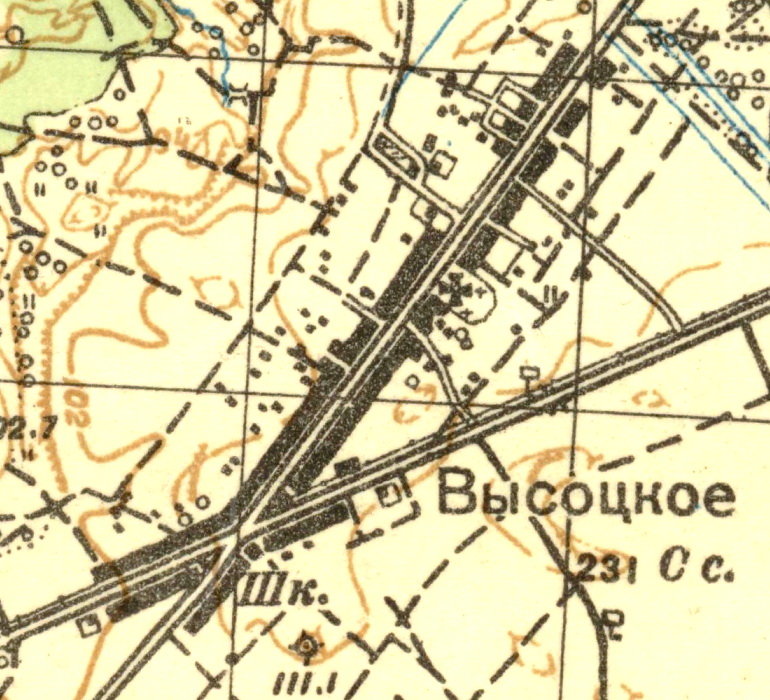
План села Высоцкое. 1931 год
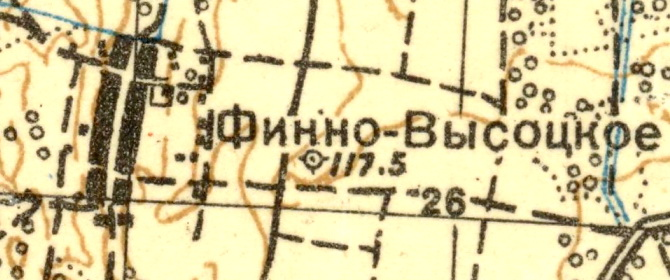
План деревни Финно-Высоцкое. 1931 год

Согласно топографической карте 1931 года село Высоцкое насчитывало 231 двор, в селе была школа, церковь и сельсовет.
По данным 1933 года деревня Русско-Высоцкая являлась административным центром Русско-Высоцкого сельсовета Ленинградского Пригородного района, в который входили 12 населённых пунктов: деревни Геликяйзи, Кирпуны, Лаголово, Лемпелево, Михайловка, Мухалово, Раутсе, Рогголово, Русско-Высоцкая, Телези, Хюттелево и хутор Русско-Высоцкий, общей численностью населения 2558 человек.
По данным на начало 1936 года в состав Руссковысоцкого сельсовета входили 8 населённых пунктов, 536 хозяйств и 8 колхозов.
19 августа 1936 года Ленинградский Пригородный район был ликвидирован и Русско-Высоцкий сельсовет был передан в состав вновь образованного Красносельского района.
В 1937 году прекратились богослужения в церкви Святого Николая Чудотворца, а в 1939 году её закрыли. Последним настоятелем числился протоиерей Андрей Фёдорович Лавров, учитель начальной школы. В том же 1939 году прекратил своё существование и финский национальный сельсовет в соседнем Чухонском Высоцком.

### Русско-Высоцкое в Великой Отечественной войне
С августа 1941 года по январь 1944 года территория Русско-Высоцкого находилась под немецко-фашистской оккупацией.
К 1944 году в Русско-Высоцком не осталось ни одного целого дома, а Никольская церковь, ставшая хорошим ориентиром для воюющих сторон, была практически полностью разрушена.
19 января 1944 года, в 23 часа соединившись в районе Русско-Высоцкого передовые танковые части 2-й ударной армии генерала И. И. Федюнинского, наступавшие от Ораниенбаума, и 42-й армии генерала И. И. Масленникова, наступавшие с Пулковских высот, прорвали оборону фашистов. Петергофско-Стрельнинская группировка противника была окончательно окружена. Красносельско-Ропшинская операция была практически окончена.
Село было освобождено от немецко-фашистских оккупантов 21 января 1944 года.

### Послевоенная история
По указу Президиума Верховного Совета СССР от 14 декабря 1955 года Русско-Высоцкий сельсовет вошёл в состав Ломоносовского района. По указу Президиума Верховного совета СССР от 1 февраля 1963 года Ломоносовский район был ликвидирован и сельсовет был передан в Гатчинский район. 12 января 1965 года вновь был образован Ломоносовский район и решением Леноблисполкома от 13 января 1965 года в состав Ломоносовского района вошёл Русско-Высоцкий сельсовет.
В 1965 году население села Русско-Высоцкое составляло 368 человек.
В 1968 году на территории посёлка вступила в строй птицефабрика «Русско-Высоцкая» мощностью 2 миллиона бройлеров в год.
По данным 1966 и 1973 годов село оставалось административным центром Русско-Высоцкого сельсовета.
В соответствии с распоряжением мэра Ломоносовского района № 2-к от 9 декабря 1991 года на основании ст. 30 п. 1 Закона «О местном самоуправлении в РСФСР» и, была образована Русско-Высоцкая администрация (мэрия) и назначен глава администрации (мэр).
По данным 1990 года в селе Русско-Высоцкое проживали 4100 человек. Село являлось административным центром Русско-Высоцкого сельсовета в который входили 7 населённых пунктов: деревни Коцелово, Лаголово, Михайловка, Мухоловка, Телези, Яльгелево и само село Русско-Высоцкое, общей численностью населения 8642 человека.
По указу Президента Российской Федерации от 9 октября 1993 года № 1617 № «О реформе представительных органов власти и местного самоуправления в Российской Федерации» и в соответствии с распоряжением мэра Ломоносовского района № 165-р от 10 октября 1993 года прекращена деятельность Русско-Высоцкого сельского Совета, его функции стала выполнять администрация Русско-Высоцкого сельсовета. В соответствии с распоряжением мэра Ломоносовского района № 45 от 28 января 1994 года № «Об изменениях административно-территориального устройства Ломоносовского района» и распоряжением главы администрации Русско-Высоцкого сельсовета, административно-территориальная единица Русско-Высоцкий сельсовет был переименован в Русско-Высоцкую волость. В состав административно-территориальной единицы Русско-Высоцкая волость входили: деревни Коцелово, Михайловка и Мухоловка, село Русско-Высоцкое, деревни Телези и Яльгелево.
В 1997 году в селе проживали 4862 человека, в 2002 году — 4735 человек (русские — 91 %).
На основании Областного закона № 117-оз от 24 декабря 2004 года «Об установлении границ и наделении соответствующим статусом муниципального образования Ломоносовский муниципальный район и муниципальных образований в его составе» на части территории Русско-Высоцкой волости было образовано муниципальное образование Русско-Высоцкое сельское поселение Ломоносовского муниципального района Ленинградской области. В состав МО Русско-Высоцкое сельское поселение вошли: село Русско-Высоцкое и деревня Телези.
В 2007 году население составляло 5226 человек.

## География
Село расположено в юго-восточной части района, на автодороге А180 «Нарва» (E 20) (Санкт-Петербург — Ивангород — граница с Эстонией) в месте примыкания к ней автодороги 41К-631 (Подъезд к птицефабрике «Русско-Высоцкая»).
Расстояние до районного центра — 60 км.
Расстояние до ближайшей железнодорожной станции Красное Село — 10 км.
На северной окраине села берёт исток река Сапегейка.

## Демография
| 1862 | 1897 | 2002  | 2007  | 2010  | 2017  | 2021  |
| ---- | ---- | ----- | ----- | ----- | ----- | ----- |
| 586  | ↗882 | ↗4735 | ↗5226 | ↗5356 | ↘4817 | ↗4937 |

## Инфраструктура
Жилая застройка в Русско-Высоцком представлена блочными жилыми домами различных серий — 1-ЛГ-600, 600.11 и др. (высотой 5—10 этажей), кирпичными жилыми домами различных серий (высотой 2—5 этажей), частными жилыми домами.

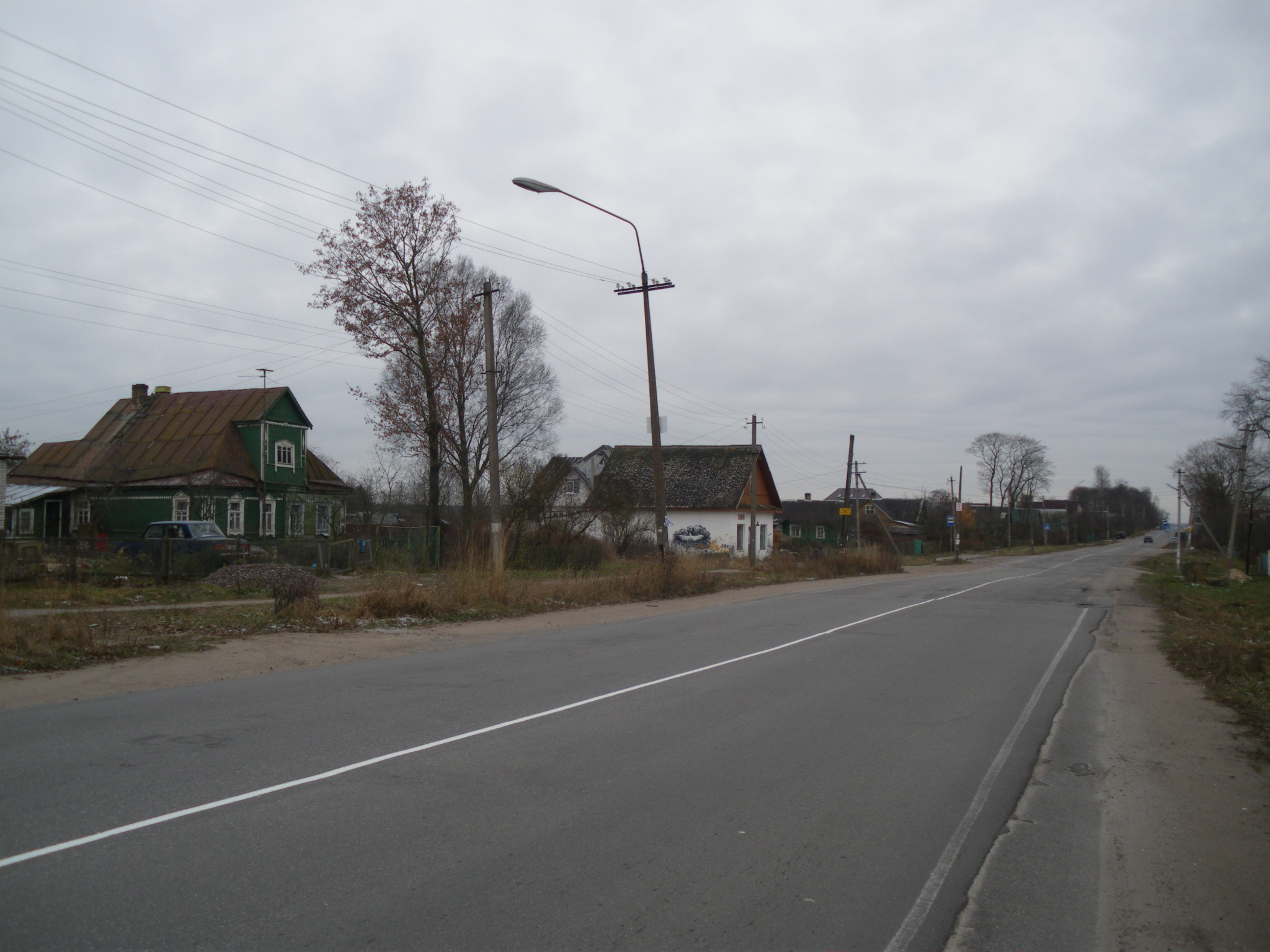
Общий вид села
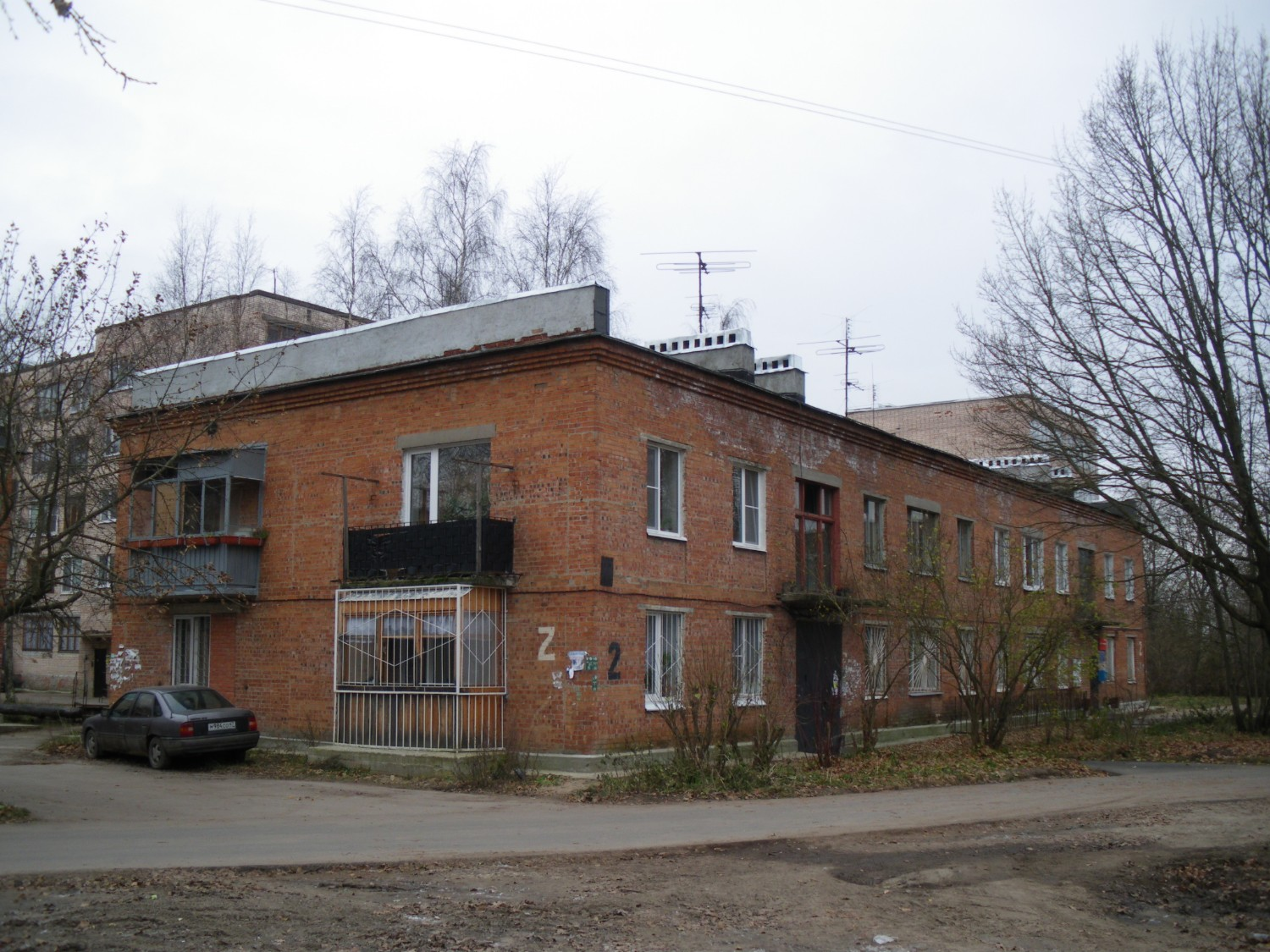
Дом № 2
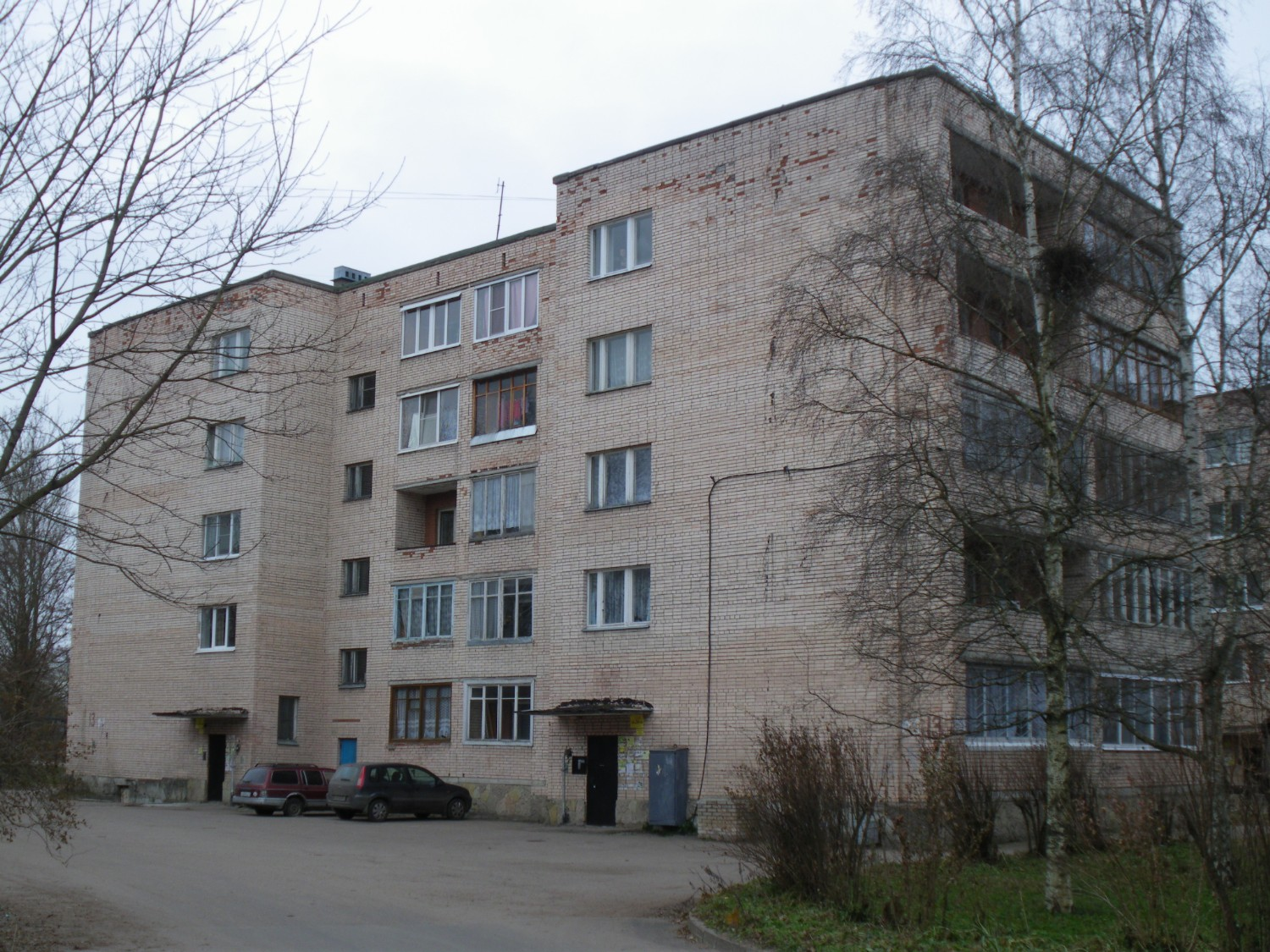
Дом № 13
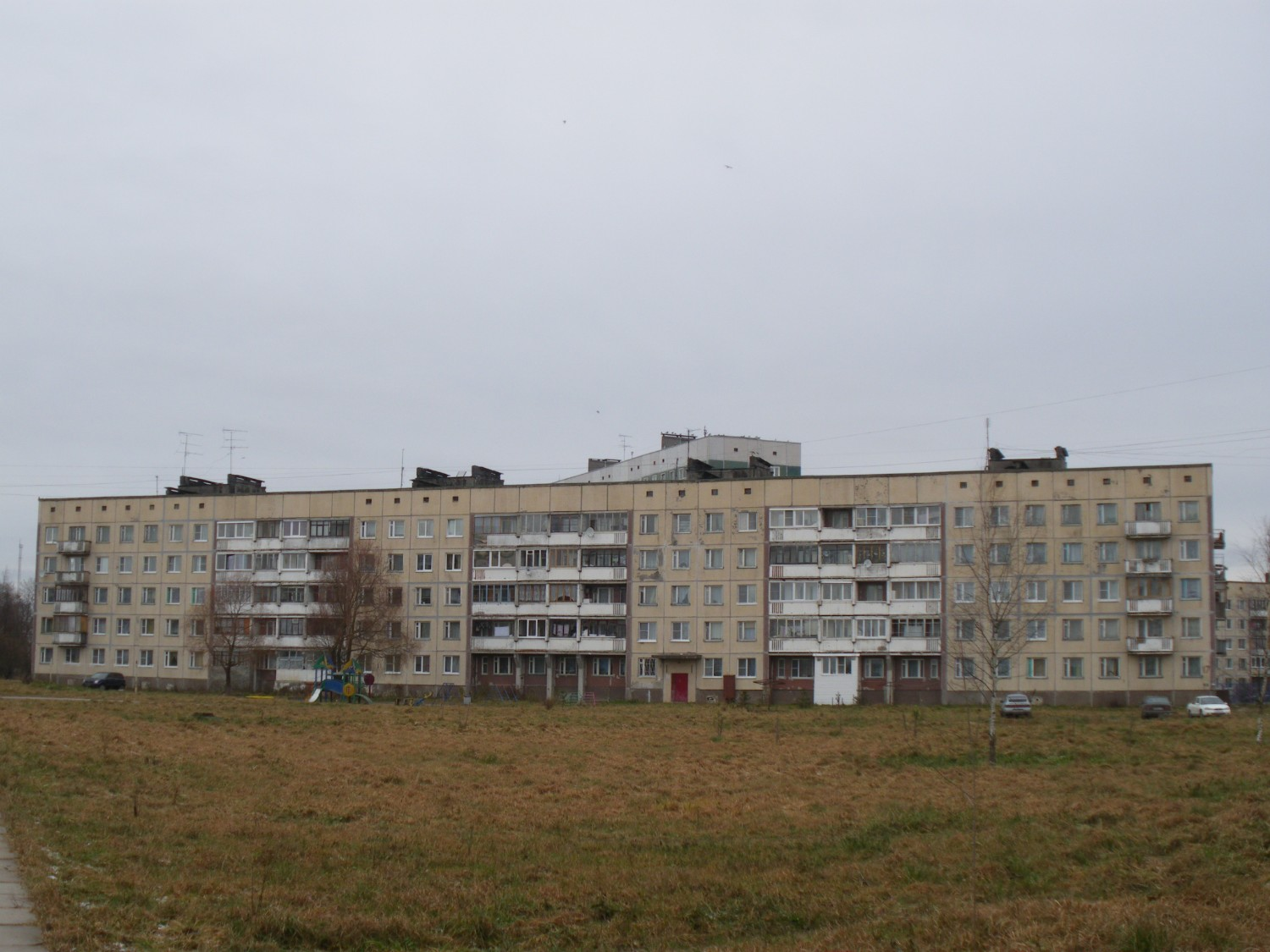
Дом № 17
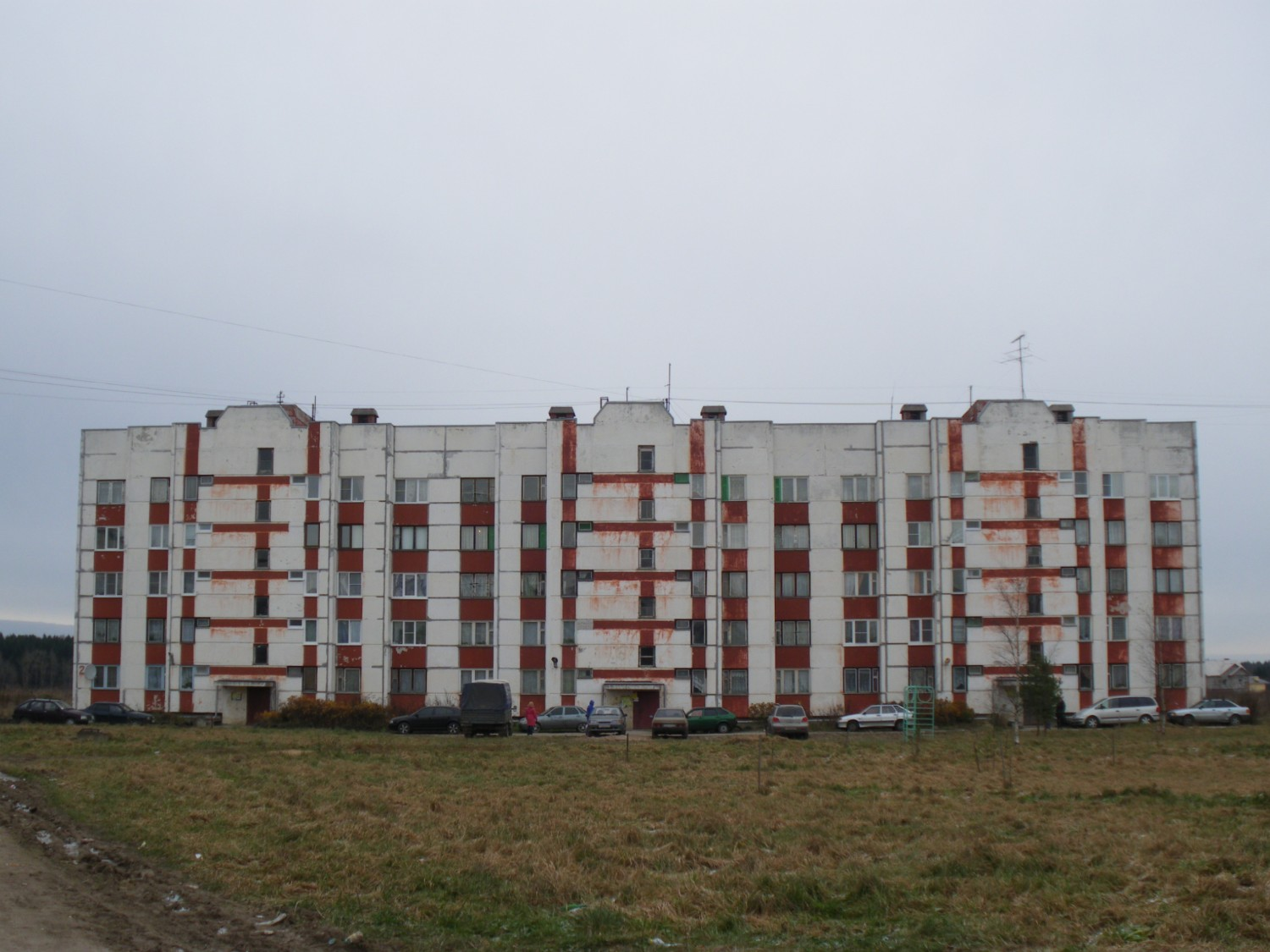
Дом № 22

## Достопримечательности
- Церковь святого Николая Чудотворца. Находится на территории кладбища.

Церковь в плане имеет вид вытянутого латинского креста. Сложена из гладко вытесанных плит, толщина стен около 1 метра. Трансепт и алтарь прорезаны высокими окнами, на которых кое-где сохранились ажурные стальные решётки. Оконные и дверные проёмы обрамлены наличниками из выступающих квадратов плиты. Из плиты сделаны пол, крыльца и своды храма. Покоившийся на крестовых сводах деревянный купол имел восьмигранную форму и был прорезан двумя рядами окон. Внутри купол был обтянут толстым полотном и выкрашен. Церковь была перекрыта железной кровлей с высокими скатами. Трёхъярусная колокольня была увенчана шпилем. Внутри церкви находился резной иконостас с иконами итальянской работы. Существуют предположения, что в постройке церкви Святого Николая Чудотворца принимал участие архитектор Н. А. Львов. Сейчас здание церкви практически разрушено.

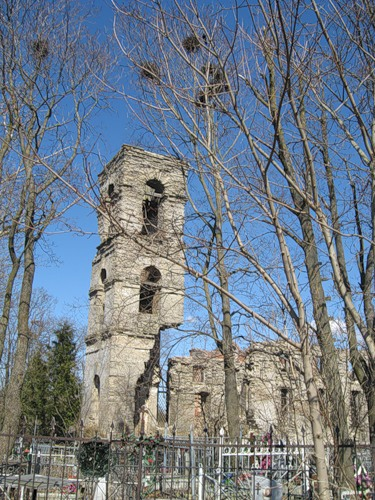
Церковь святого Николая Чудотворца
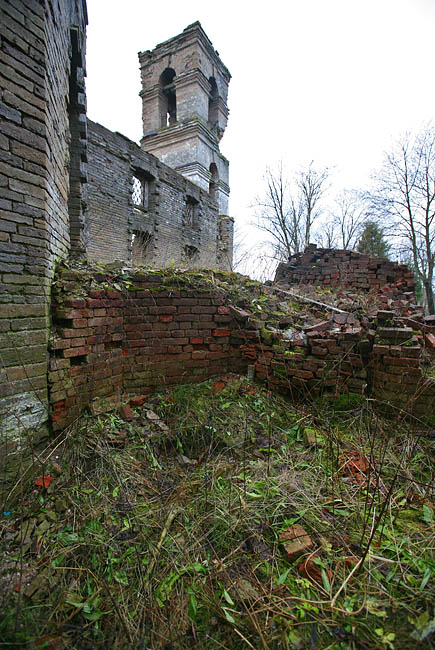
В наши дни
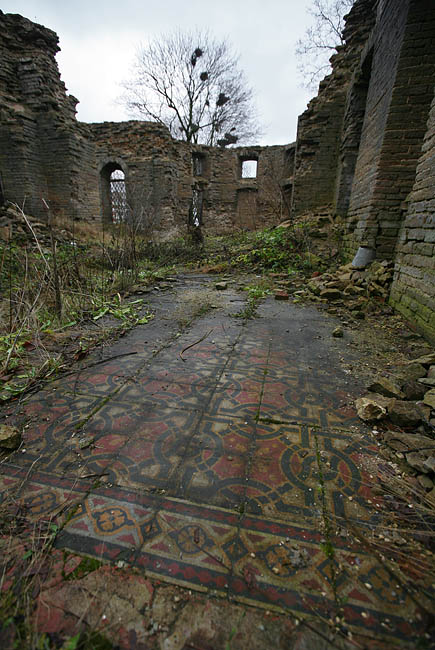
Вид изнутри

- Дот памяти Павлика Филимонова и ополченцев, оборонявших в 1941 году подступы к Ленинграду. Находится у дороги от Таллинского шоссе в село Русско-Высоцкое.
- Дот памяти подвига 12 бойцов. Окружённые врагом, они вызвали огонь на себя и погибли в неравном бою. Находится в 500 метрах от Таллинского шоссе.
- Обелиск, установленный в честь встречи 19 января 1944 года в Русско-Высоцком воинов 2-й и 42-й ударных армий (1944, архитекторы К. Л. Иогансен и В. А. Петров)[40].

## Природные ценности
- Родник, дающий начало ручью Тяпка, который питает реку Стрелка.
- Родники в смешанном лесу на северо-западе от села, питающие лесное озеро и реку Стрелку.
- Лесопарк, площадью около 8 га.
- Старинный усадебный парк XVIII века, на территории которого находился усадебный дом Вальватьевых. До 1971 года в нём находилась начальная школа (дом был разрушен в 1978 году во время учений по гражданской обороне). На территории парка сохранились единичные экземпляры старых клёнов.

## Образовательные и культурные учреждения
- Детский сад № 29 «Сказка»
- МОУ Русско-Высоцкая средне-образовательная школа. Основана в 1869 году. В школе работают 55 педагогов: 35 учителей высшей категории, 9 учителей первой категории, 11 учителей второй категории. Образовательные услуги оказываются населению, проживающему в селе Русско-Высоцкое, деревнях Телези, Лаголово, Кипень и Келози. При школе работают различные кружки, секции и студии: театральная школа «Рубикон», коллектив бальных танцев «Забава», школа раннего развития «Дошколята»; военно-патриотический, математический, исторический, экологический, биологический, географический, химический кружки; кружок музееведения, русской словесности. Так же в школе находится исторический музей села. В 2007 году, в рамках национального проекта «Образование», школа получила грант 1 миллион рублей на оборудование кабинета информатики.
- Русско-Высоцкая детская школа искусств. Основана в 1972 году. Обучение проводится по классам фортепиано, баяна, аккордеона, гитары, хореографии, художественного развития. В 2007 году школа искусств была признана победителем конкурса профессионального мастерства «Звезда культуры».
- Сельская библиотека (14 000 единиц хранения, 25 на иностранных языках). На базе библиотеки создан клуб пожилых людей «Огонёк», где проходят занятия по вышиванию и вязанию; отмечаются календарные праздники.

## Учреждения социальной сферы
- МУЗ «Ломоносовская ЦРБ», филиал «Русско-Высоцкая участковая больница». Русско-Высоцкая участковая больница имеет в своём составе стационар с двумя отделениями: хирургическим на 20 коек и гинекологическим на 14 коек дневного пребывания. При больнице постоянно находятся три машины скорой помощи с персоналом 7 человек.
- Аптека

## Предприятия и организации
- ООО «Русско-Высоцкая птицефабрика» (производство мяса цыплят бройлеров, полуфабрикатов, колбасных изделий и копчёностей)
- Отделение почтовой связи № 188516 (село Русско-Высоцкое, дом 2)
- ПАО «Сбербанк России», доп. офис № 9055/0869 (село Русско-Высоцкое, дом 5)

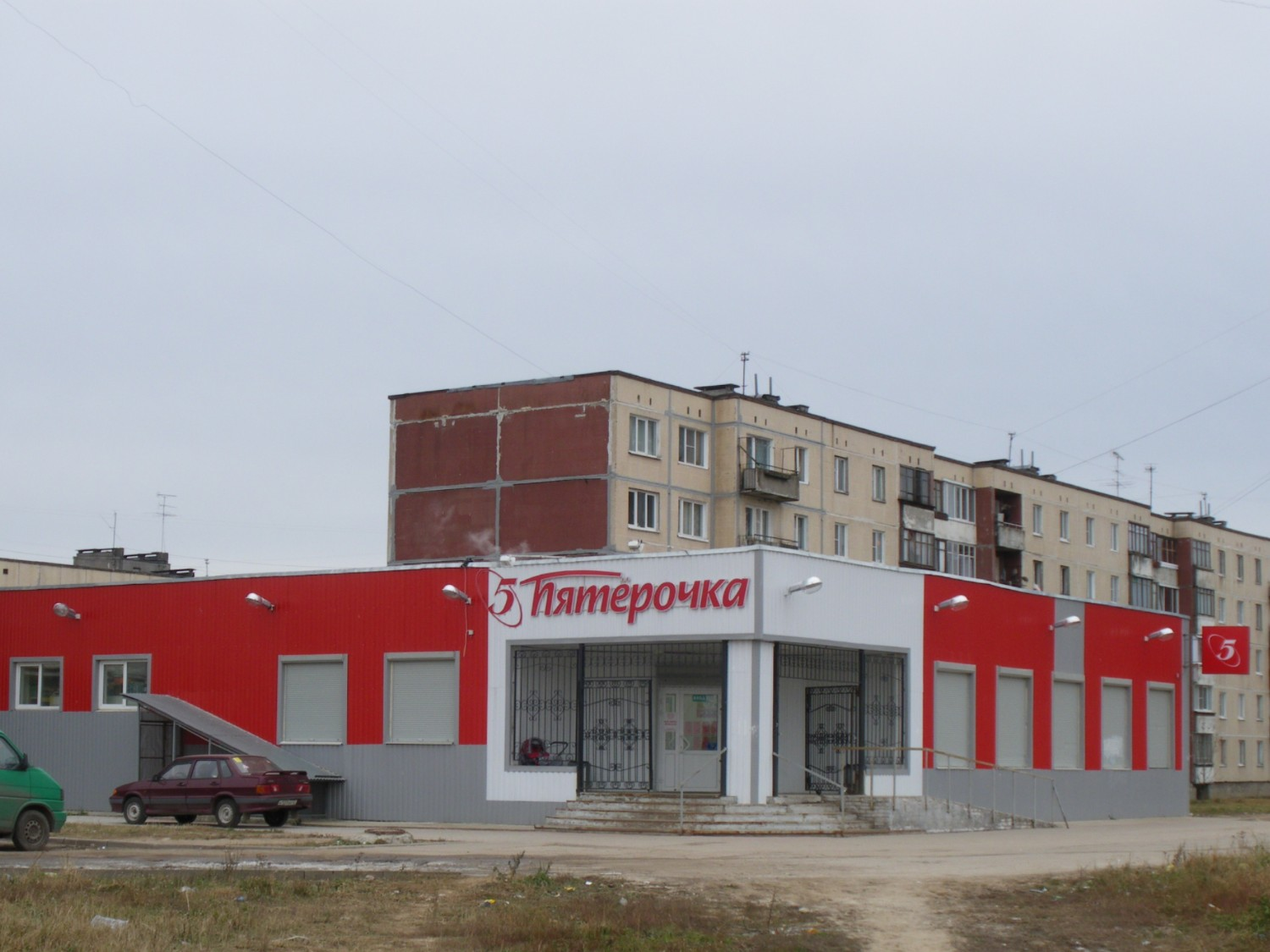
Село Русско-Высоцкое, 25А, магазин «Пятёрочка» № 912

- Магазин «Пятёрочка» № 912 (село Русско-Высоцкое, 25А)
- АТП «ИП Мамедов» (грузовые перевозки).
- ООО «Венеция-МК» (кондитерское производство, оптовая торговля своей продукцией)
- АЗС «Киришавтосервис»
- Магазин «Стройудача» (торговля строительными материалами)

## Транспорт

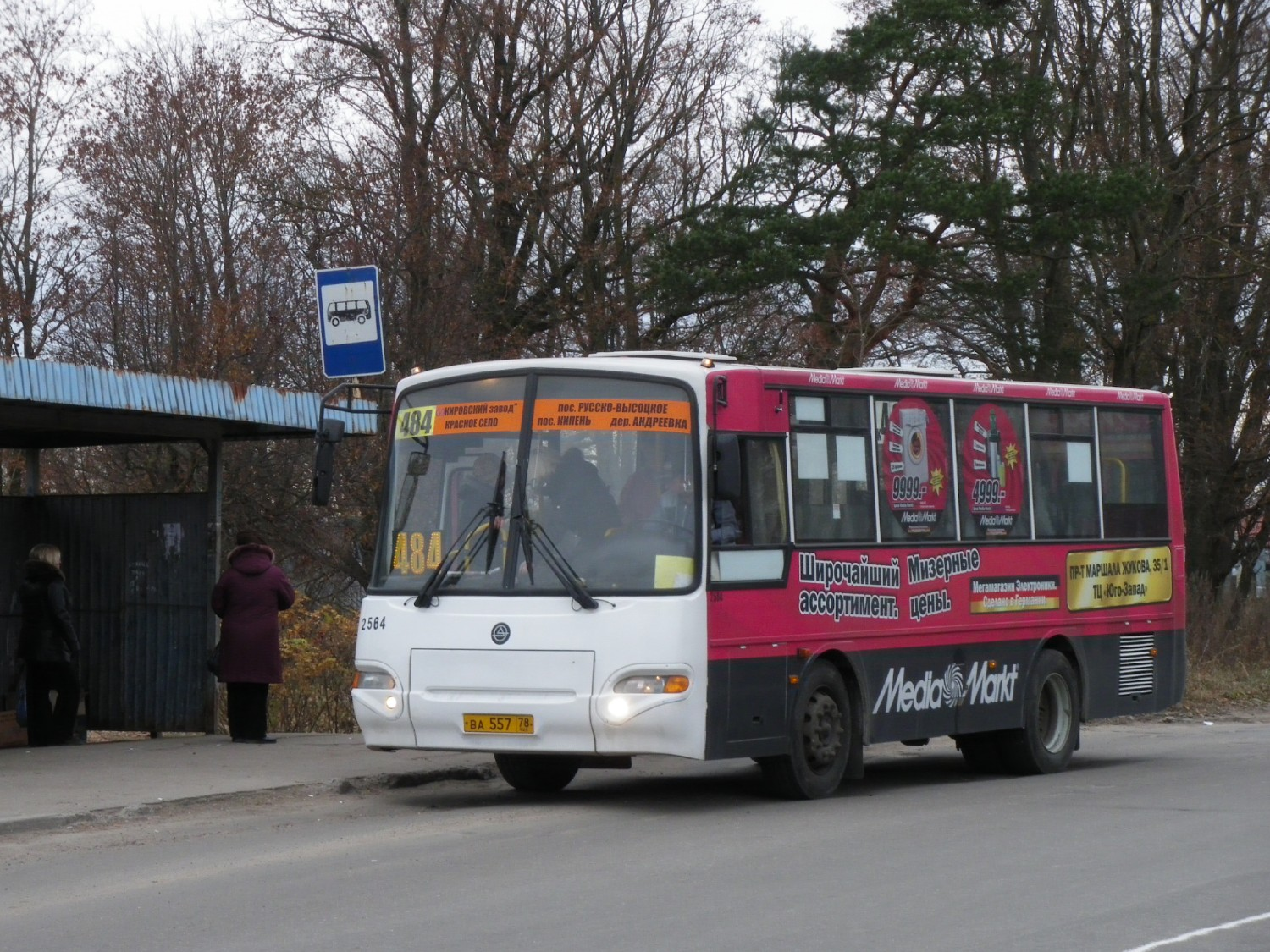
КАвЗ-4235-33 ООО «АТП Барс» (в наст. время — ООО «Вест-Сервис») на маршруте № к-484, ноябрь 2009 года

| №           | Конечная остановка 1 | Конечная остановка 2                 | Перевозчик                    | Примечания |
| ----------- | -------------------- | ------------------------------------ | ----------------------------- | --- |
| 481         | Кировский завод      | Ропша                                | ООО «Домтрансавто»            | Социальный автобусный маршрут города Санкт-Петербурга. Оплата наличными не принимается, возможна активация отложенного пополнения карты «Подорожник»                                       |
| 482         | Кировский завод      | Шёлково                              | ООО «Домтрансавто»            | Проходит рядом с южной границей села; социальный автобусный маршрут города Санкт-Петербурга. Оплата наличными не принимается, возможна активация отложенного пополнения карты «Подорожник» |
| 482В        | Кировский завод      | Каськово                             | ООО «Домтрансавто»            | Проходит рядом с южной границей села; социальный автобусный маршрут города Санкт-Петербурга. Оплата наличными не принимается                                                               |
| 484         | Кировский завод      | Андреевка                            | ООО «Домтрансавто»            | Социальный автобусный маршрут города Санкт-Петербурга. Оплата наличными не принимается, возможна активация отложенного пополнения карты «Подорожник»                                       |
| 547         | Станция Красное Село | Терволово                            | ООО «Вест-Сервис»             | Социальный автобусный маршрут города Санкт-Петербурга. Оплата наличными не принимается, возможна активация отложенного пополнения карты «Подорожник»                                       |
| 632         | Терволово            | Проспект Ветеранов                   | ООО «Вест-Сервис»             | |
| 632А        | Каськово             | Проспект Ветеранов                   | ООО «Вест-Сервис»             | |
| 653         | Лаголово             | Ломоносов, вокзал                    | ООО «Вест-Сервис»             | |
| 655 / к-655 | Станция Волосово     | Улица Червонного Казачества / Автово | ИП Будзинский Юрий Васильевич | Проходит рядом с южной границей села |

## Улицы
Дорога на Южный птицекомплекс, Малая, Мирный переулок, Народный переулок, Павлика Филимонова, Парковый переулок, Промышленная, Светлый переулок, Сиреневая, Таллинская, Фабричная, Тихий переулок, Хвойный переулок, Школьный переулок, Южная.